# Kaname Ide
Kaname Ide (japanisch 井出 かなめ Ide Kaname; * 4. Juli 1947 in Nagano) ist eine ehemalige japanische Eisschnellläuferin.

## Werdegang
Ide nahm von 1964 bis 1972 an nationalen Wettbewerben teil und trat international erstmals bei den  Olympischen Winterspielen 1968 in Grenoble in Erscheinung. Dort kam sie auf den 27. Platz über 500 m, auf den 23. Rang über 1500 m und auf den 21. Platz über 3000 m. In folgenden Jahren belegte sie bei der Mehrkampf-Weltmeisterschaft 1969 in Grenoble den 27. Platz im Mini-Mehrkampf und bei der Sprintweltmeisterschaft 1970 in West Allis den 22. Rang. In der Saison 1970/71 siegte sie bei einem internationalen Wettbewerb in Inzell im Mini-Vierkampf und errang bei der Mehrkampf-Weltmeisterschaft 1971 in Helsinki den 13. Platz im Mini-Mehrkampf. In der Saison 1971/72 lief sie bei den Olympischen Winterspielen 1972 in Sapporo auf den 18. Platz über 1500 m sowie auf den 16. Rang über 3000 m und bei der Sprintweltmeisterschaft 1972 in Eskilstuna den 19. Platz. Letztmals international startete sie bei der Mehrkampf-Weltmeisterschaft 1972 in Heerenveen, wo sie den 19. Platz im Mini-Mehrkampf errang. Ihre besten Platzierung bei japanischen Mehrkampfmeisterschaften erreichte sie in den Jahren 1971 und 1972 mit dem zweiten Platz.

## Erfolge

### Olympische Spiele
- 1968 Grenoble: 21. Platz 3000 m, 23. Platz 1500 m, 27. Platz 500 m
- 1972 Sapporo: 16. Platz 3000 m, 18. Platz 1500 m

### Mehrkampf-Weltmeisterschaften
- 1969 Grenoble: 27. Platz Mini-Mehrkampf
- 1971 Helsinki: 13. Platz Mini-Mehrkampf
- 1972 Heerenveen: 19. Platz Mini-Mehrkampf

### Sprint-Weltmeisterschaften
- 1970 West Allis: 22. Platz Sprint-Mehrkampf
- 1972 Eskilstuna: 19. Platz Sprint-Mehrkampf

## Persönliche Bestleistungen
| Disziplin | Zeit        | Datum           | Ort        |
| --------- | ----------- | --------------- | ---------- |
| 500 m     | 45,39 s     | 4. März 1972    | Heerenveen |
| 1000 m    | 1:31,30 min | 30. Januar 1971 | Inzell     |
| 1500 m    | 2:17,60 min | 3. März 1971    | Matsumoto  |
| 3000 m    | 4:53,40 min | 30. Januar 1971 | Inzell     |
| 5000 m    | 9:28,00 min | 16. Januar 1966 | Chino      |